# Аламогордо (Њу Мексико)
Аламогордо (енгл. Alamogordo) град је у америчкој савезној држави Њу Мексико. Аламогордо је познат по Тринити тесту, проби атомске бомбе која је спроведена у релативној близини.

## Демографија
По попису из 2010. године број становника је 30.403, што је 5.179 (-14,6%) становника мање него 2000. године.
| Група             | 2000.          | 2010.          |
| Белци             | 20.570 (57,8%) | 17.887 (58,8%) |
| Афроамериканци    | 1.985 (5,6%)   | 1.648 (5,4%)   |
| Азијати           | 545 (1,5%)     | 523 (1,7%)     |
| Хиспаноамериканци | 11.383 (32,0%) | 9.271 (30,5%)  |
| Укупно            | 35.582         | 30.403         |